# Un trofeo per Justin
Un trofeo per Justin (Miracle in Lane 2) è un film per la televisione del 2000 con protagonista Frankie Muniz.

## Trama
Il film narra la vera storia di Justin Yoder, ragazzo nato con la spina bifida e idrocefalo, che viveva la sua vita su una sedia a rotelle. Vive con gli iperprotettivi genitori e il fratello Seth, che è un atleta dello sport. A causa della sua disabilità, Justin cerca disperatamente di trovare qualcosa che può fare, che lo avrebbe fatto sentire speciale. Così Justin decide di partecipare ad una gara di go-kart, trovando l'amore e il talento per lo sport.

## Cast
- Frankie Muniz - Justin Yoder
- Rick Rossovich - Myron Yoder
- Molly Hagan - Sheila Yoder
- Patrick Levis - Seth Yoder
- Roger Aaron Brown - Vic Sauder
- Tuc Watkins - Dio/Bobby Wade
- Brittany Bouck - Cindy
- Todd Hurst - Brad
- Kara Keough - Teresa
- Joel McKinnon Miller - Bill
- Holmes Osbourne - Randall
- Freda Fon Shen - Dr.Kwan
- Christian Copelin - Pipsqueak
- Judith Drake - Volunteer
- Rick Fitts - Soccer Coach
- Jim Jansen - Minister
- James Lashly - Leather Jacket Man
- Tom Nolan - Baseball Coach
- Milt Tarver - Elder Statesman
- Tom Virtue - Annunciatore

## Premi

### Vinti
- Directors Guild of America, 2001: DGA Award, Outstanding Directorial Achievement in Children's Programs

Greg Beeman (director), Christopher Morgan (unit production manager) (plaque), Lisa C. Satriano (first assistant director) (plaque), Nick Satriano (second assistant director) (plaque)
- Humanitas Prize, 2001 - Children's Live-Action Category, Joel Kauffmann, Donald C. Yost
- Young Artist Awards, 2001 - Young Artist Award Best Performance in a TV Movie (Drama), Supporting Young Actor, Patrick Levis

### Nominato
- Writers Guild of America, 2001 - WGA Award (TV) Children's Script, Joel Kauffmann, Donald C. Yost
- Young Artist Award - Best Family TV Movie/Pilot/Mini-Series - Cable
- Young Artist Award - Best Performance in a TV Movie (Drama), Leading Young Actor, Frankie Muniz